# Sallos
Sallos, prema demonologiji, devetnaesti duh Goecije koji vlada nad trideset legija. Ima titulu velikog vojvode. Uzima oblik vojnika koji jaše na krokodilu. Na glavi ima krunu s dva roga. Uzrokuje buđenje ljubavi među muškarcima i ženama.